# Simikot
Simikot è un centro abitato del Nepal capoluogo del distretto di Humla (Karnali Pradesh) situato nella parte settentrionale del paese.
Fino alla riforma amministrativa del 2015 (attuata nel 2017) era un comitato per lo sviluppo dei villaggi (VDC). 
La città si trova a circa 3000 m di altitudine su un pianoro che domina la sottostante valle del Karnali. Poco a nord di Simikot si trova la catena himalayana del Chandi Himal che segna il confine con la regione del Tibet.
A pochissima distanza dal villaggio si trova il piccolo aeroporto di Simikot (IATA: IMK; ICAO: VNST) servito dalla Yeti Airlines con voli da e per Nepalganj e Birendranagar.